# Theisbergstegen
Theisbergstegen là một đô thị ở huyện Kusel, bang Rheinland-Pfalz, phía tây nước Đức. Đô thị Theisbergstegen có diện tích 5,01 km².